# Bjarni Herjólfsson
Bjarni Herjólfsson (fl. s. X) va ser un explorador nòrdic-islandès que es creu que va ser el primer descobridor europeu conegut de l'Amèrica continental, que es va produir en 986.

## Vida
Bjarni va néixer a Herjólfr fill de Bárdi Herjólfsson (nòrdic antic: Bárði), i Thorgerdr (nòrdic antic: Þorgerðr) a Islàndia. D'adult, Bjarni esdevé capità mercant amb base a Noruega, però visitant al seu pare cada estiu a Islàndia.

### Descobriment d'Amèrica
Es creu que Bjarni va ser el primer europeu a veure Amèrica del Nord. A la Grœnlendinga saga (Saga dels Groenlandesos) narra que un any va salpar cap a Islàndia per visitar els seus familiars, com de costum, només per trobar que el seu pare s'havia anat amb Eric el Roig a Groenlàndia. Així que va agafar la tripulació i va sortir a buscar-lo. Però l'estiu de 986, Bjarni, que no tenia cap mapa ni brúixola, fou desviat per una tempesta. Va veure una terra que no era Groenlàndia. Estava coberta d'arbres i muntanyes, i encara que la seva tripulació li ho va suplicar, es va negar a parar i mirar al seu voltant. Ja que ningú en la seva tripulació havia estat a Groenlàndia abans, van haver de buscar-la. Tot i que va aconseguir recuperar la ruta, va informar haver vist pujols baixos coberts de boscos a certa distància més a l'oest. La terra semblava hospitalària, però Bjarni estava ansiós per arribar a Groenlàndia per veure els seus parents i no va desembarcar ni explorar les noves terres. Arribat finalment a Groenlàndia, va decidir instal·lar-se amb el seu pare a Herjolfsnes. Va informar de les seves troballes a Groenlàndia però ningú va mostrar-hi gaire interès en ells fins que, després de la mort del seu pare, va tornar a Noruega.

## Llegat
Després del seu viatge, es va córrer la veu de les terres a l'oest que havia vist, creant una gran intriga arreu de l'imperi nòrdic. Bjarni va ser alhora celebrat pels seus descobriments i reprès pel rei Eirik Håkonsson per no haver-les explorat. El professor T. J. Oleson de la Universitat of Manitoba estableix que Hi ha forts arguments a favor de que les tres terres vistes per Bjarni van ser Terranova, Labrador i l'illa de Baffin.
Els groenlandesos va prendre especial interès en els seus descobriments, i, ja que no tenien fusta, els va seduir la costa boscosa que Bjarni va informar haver vist. Poc després, Leif Erikson (antic nòrdic: Leifr Eiríksson), el fill del líder groenlandès Eric el Roig, va comprar el vaixell que havia usat Bjarni pel viatge, va contractar una tripulació de 35 persones i va tornar a recórrer el viatge de Bjarni. Es considera que el resultat és l'assentament viking de L'Anse aux Meadows a Terranova i Labrador. Aquest és el primer intent conegut d'assentament europeu a les Amèriques.